# Aethrodiscus transversalis
Aethrodiscus transversalis là một loài nhện trong họ Araneidae.
Loài này thuộc chi Aethrodiscus. Aethrodiscus transversalis được Embrik Strand miêu tả năm 1913.